# Ушаков, Василий Гаврилович
Василий Гаврилович Ушаков (1865, Санкт-Петербург — 1953) — доктор медицинских наук, библиотечный деятель.

## Биография
В. Г. Ушаков родился в 1865 году в Петербурге в купеческой семье.
Окончив гимназию, он поступил в Императорскую Военно-медицинскую академию, которую в 1889 году окончил с отличием. Ушаков стал работать в Александровской больнице.
В 1891 году он поступил помощником заведующего пастеровской станцией ИЭМ, а позже стал ее руководителем.
В 1893-1896 годах Ушаков состоял практикантом Физиологического отдела института и под руководством И. П. Павлова выполнил диссертацию на тему "К вопросу о влиянии блуждающего нерва на отделение желудочного сока у собаки" в 1896 году.
Он освещал вопросы биологии вируса бешенства, вопросы методов приготовления вакцин, иммуногенности вакцинирующих препаратов и организации антирабической помощи.
Позже Василий Гаврилович организовал научную библиотеку Института экспериментальной медицины, а также работал в области эпидемиологии и был специалистом по борьбе с бешенством.
Во время Великой Отечественной войны и в блокаду он осуществлял практическую и научную работу Антирабического отдела (Ленинградской Пастеровской станции) Института им. Пастера.
Василий Гаврилович Ушаков умер в 1953 году.

## Основные труды
- Ушаков В. Г. Об отправке укушенных на пастеровские станции. Л: Ин-т эксп. медицины, 1930.
- Ушаков В. Г. Бешенство. Л: Медгиз, Ленингр. отд-ние, 1940.
- Ушаков В. Г. Берегись бешеных собак! Л: Ленинградгубкохотсоюз, 1927.